# Szejnwud
| System                         | Oddział  | Piętro   | Wiek (mln lat) |
| ------------------------------ | -------- | -------- | -------------- |
| Dewon                          | Dolny    | lochkow  | młodsze        |
| Sylur                          | przydol  | przydol  | 423–419,2      |
| Sylur                          | ludlow   | ludford  | 425,6–423      |
| Sylur                          | ludlow   | gorst    | 427,4–425,6    |
| Sylur                          | wenlok   | homer    | 430,5–427,4    |
| Sylur                          | wenlok   | szejnwud | 433,4–430,5    |
| Sylur                          | landower | telicz   | 438,5–433,4    |
| Sylur                          | landower | aeron    | 440,8–438,5    |
| Sylur                          | landower | ruddan   | 443,8–440,8    |
| Ordowik                        | Późny    | hirnant  | starsze        |
| Podział według IUGS, luty 2017 |          |          |                |

Szejnwud (ang. Sheinwoodian)
- w sensie geochronologicznym – pierwszy wiek wenloku (starszy sylur), trwający około 2,9 miliona lat (od 433,4 ± 0,8 do 430,5 ± 0,7 mln lat temu).

- w sensie chronostratygraficznym – pierwsze piętro wenloku, wyższe od teliczu a niższe od homeru. Stratotyp dolnej granicy szejnwudu znajduje się w okolicach farmy Leasows koło Hughley (Shropshire, zachodnia Anglia). Dolna granica szejnwudu pokrywa się z dolną granicą biozony graptolitowej Cyrtograptus centrifugus. Nazwa pochodzi od farmy Sheinwood koło Much Wenlock (w zachodniej Anglii).